# Echter Lorbeer
Der Echte Lorbeer (bundesdeutsches und österreichisches Hochdeutsch: [ˈlɔɐ̯beːɐ̯], Schweizer Hochdeutsch: [ˈloːɐ̯beːɐ̯]; Laurus nobilis), auch Edler Lorbeer oder Gewürzlorbeer, kurz auch Lorbeer, genannt, ist eine Pflanzenart aus der Gattung Lorbeeren (Laurus) innerhalb der Familie der Lorbeergewächse (Lauraceae). Sie wird als Heil- und Gewürzpflanze verwendet. Der Name leitet sich über mittelhochdeutsch lōrber (für Lorbeere, die Frucht des Lorbeerbaumes) und althochdeutsch lōr(beri) von gleichbedeutend lateinisch laurus ab. Auch die als Gewürz verwendeten (getrockneten) Laubblätter vom Echten Lorbeer werden Lorbeer genannt.
Mit „Lorbeeren“ wird auch die mit dem Lorbeerkranz verliehene Würdigung einer Leistung bezeichnet.

## Beschreibung

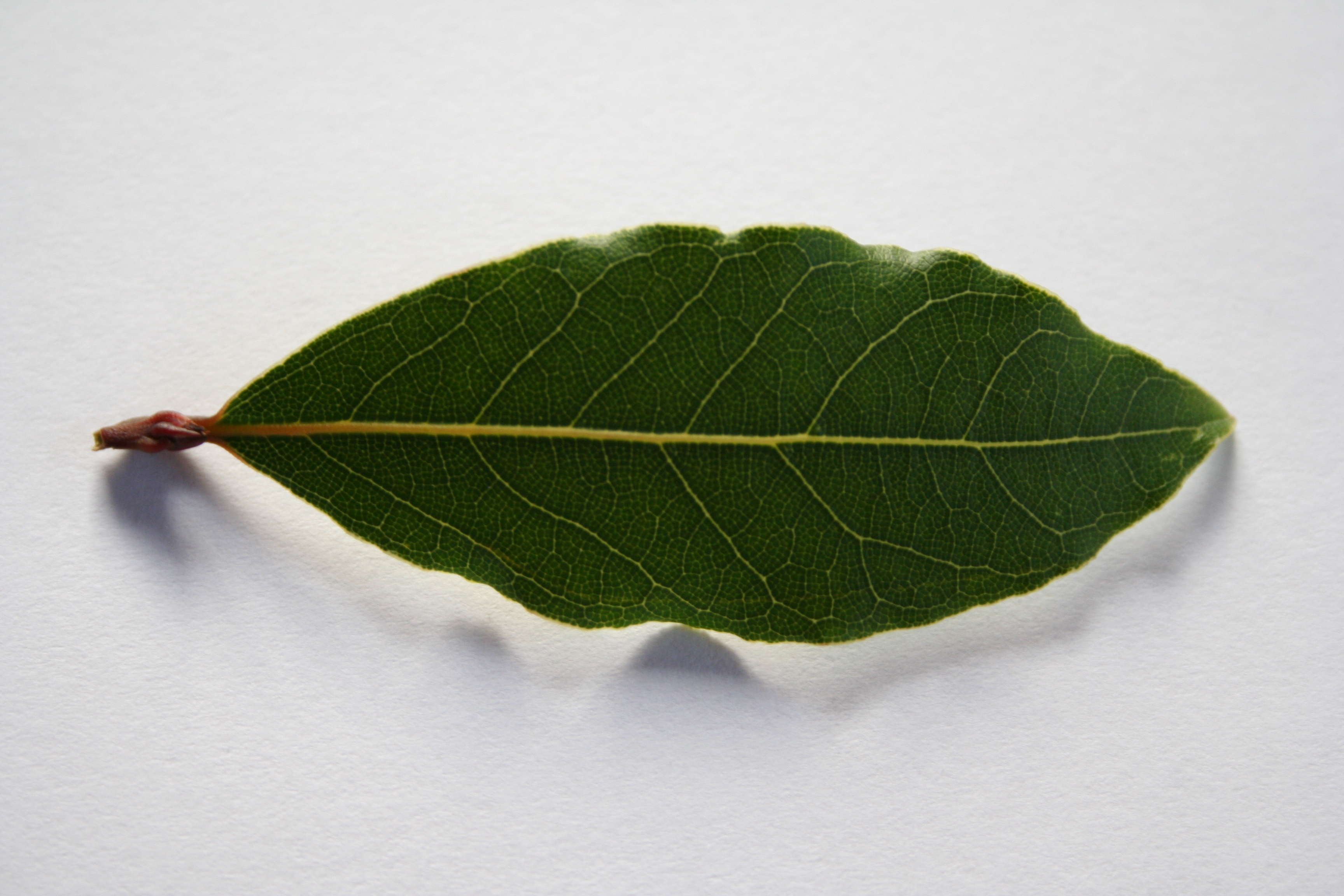
Laubblatt

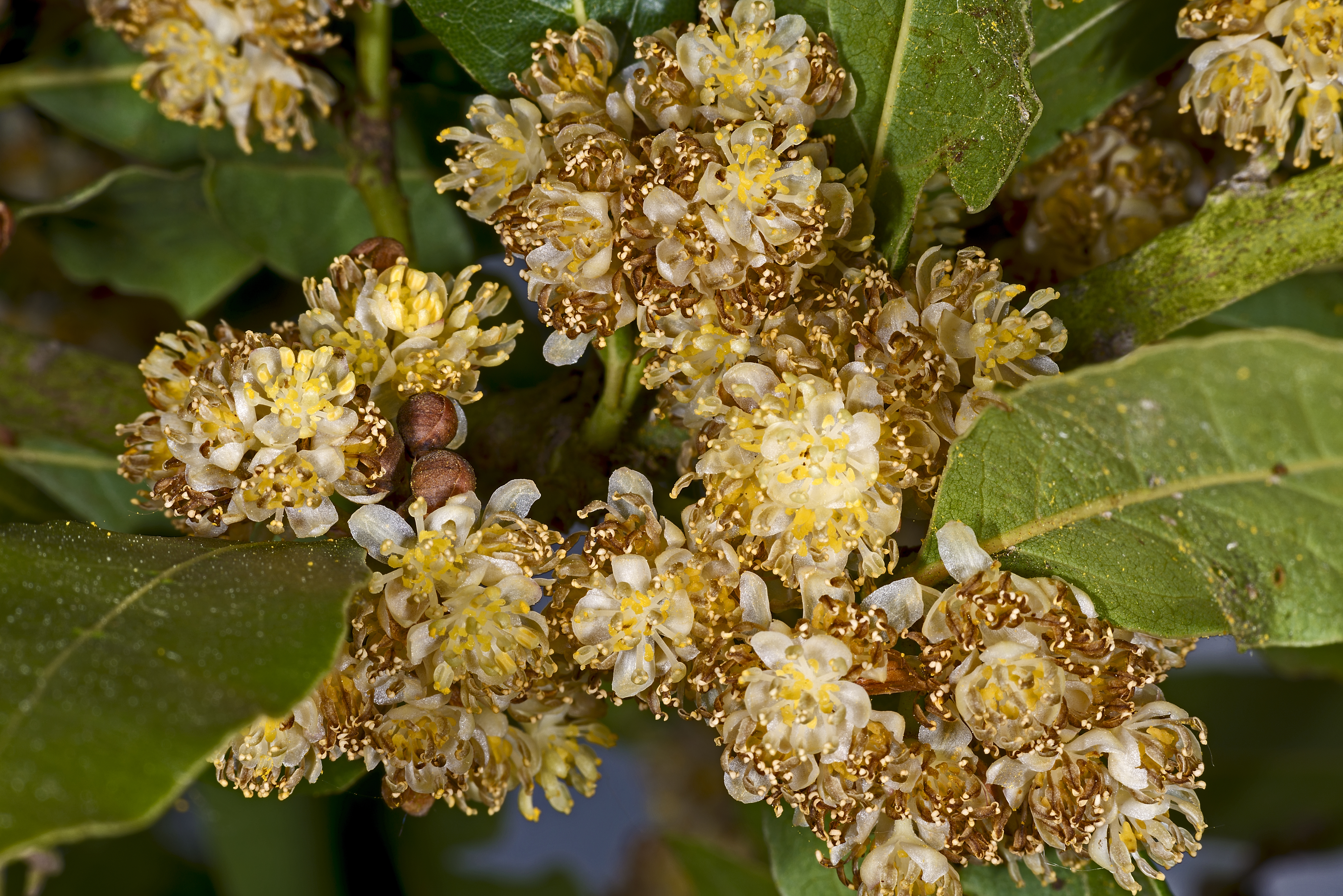
Laubblätter, Blütenstand

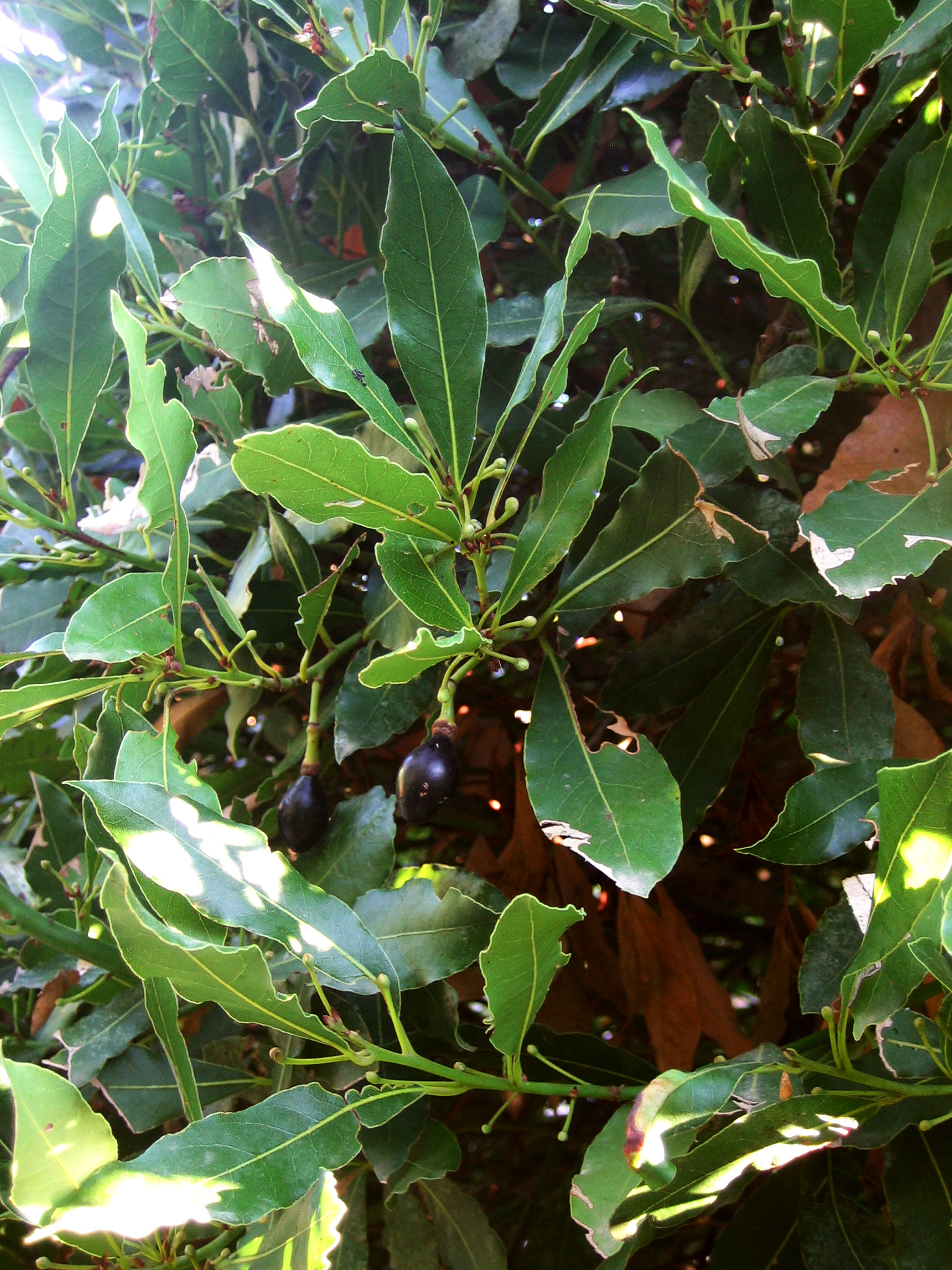
Laubblätter, Blütenstand und reife Früchte

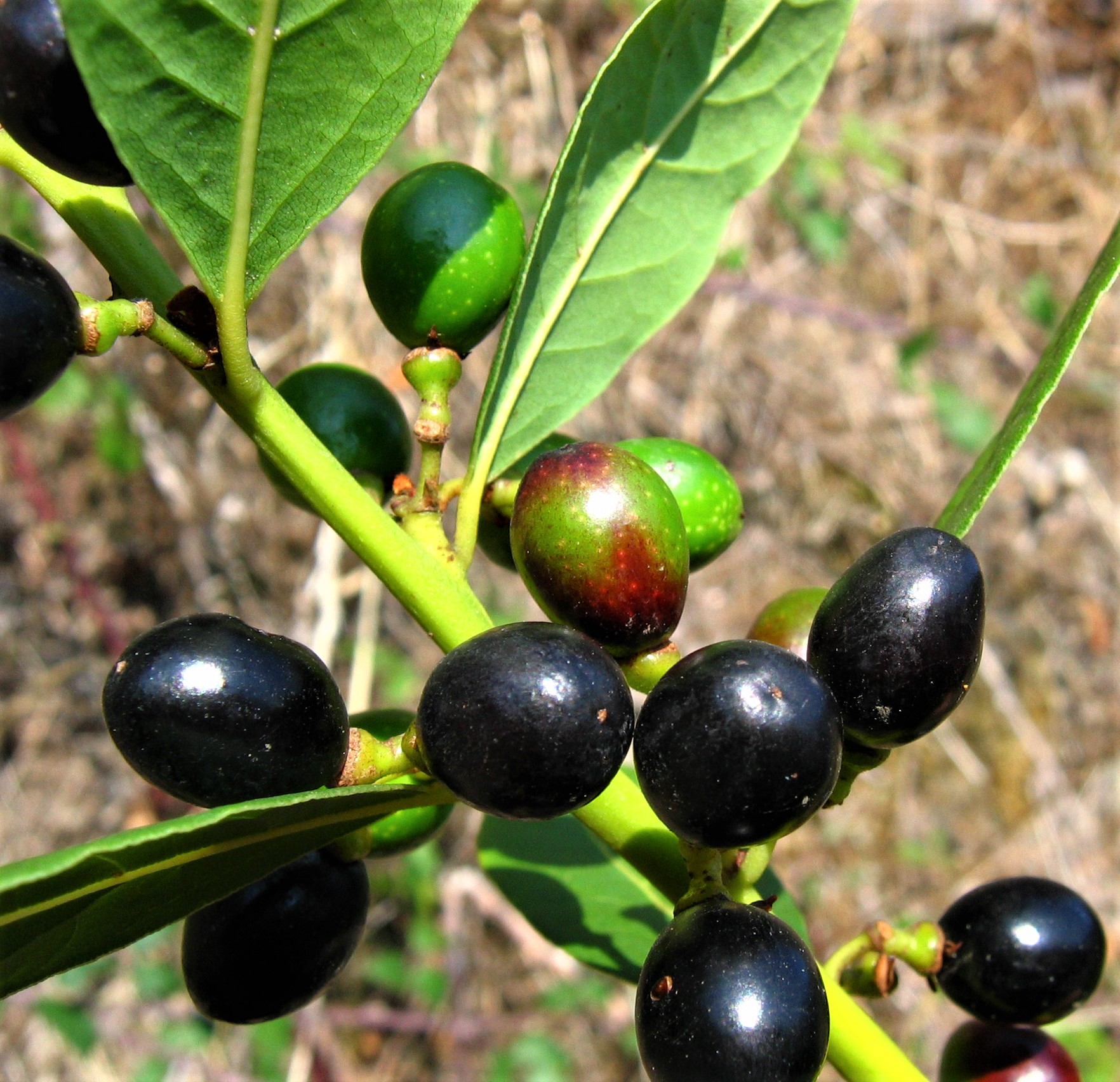
Früchte

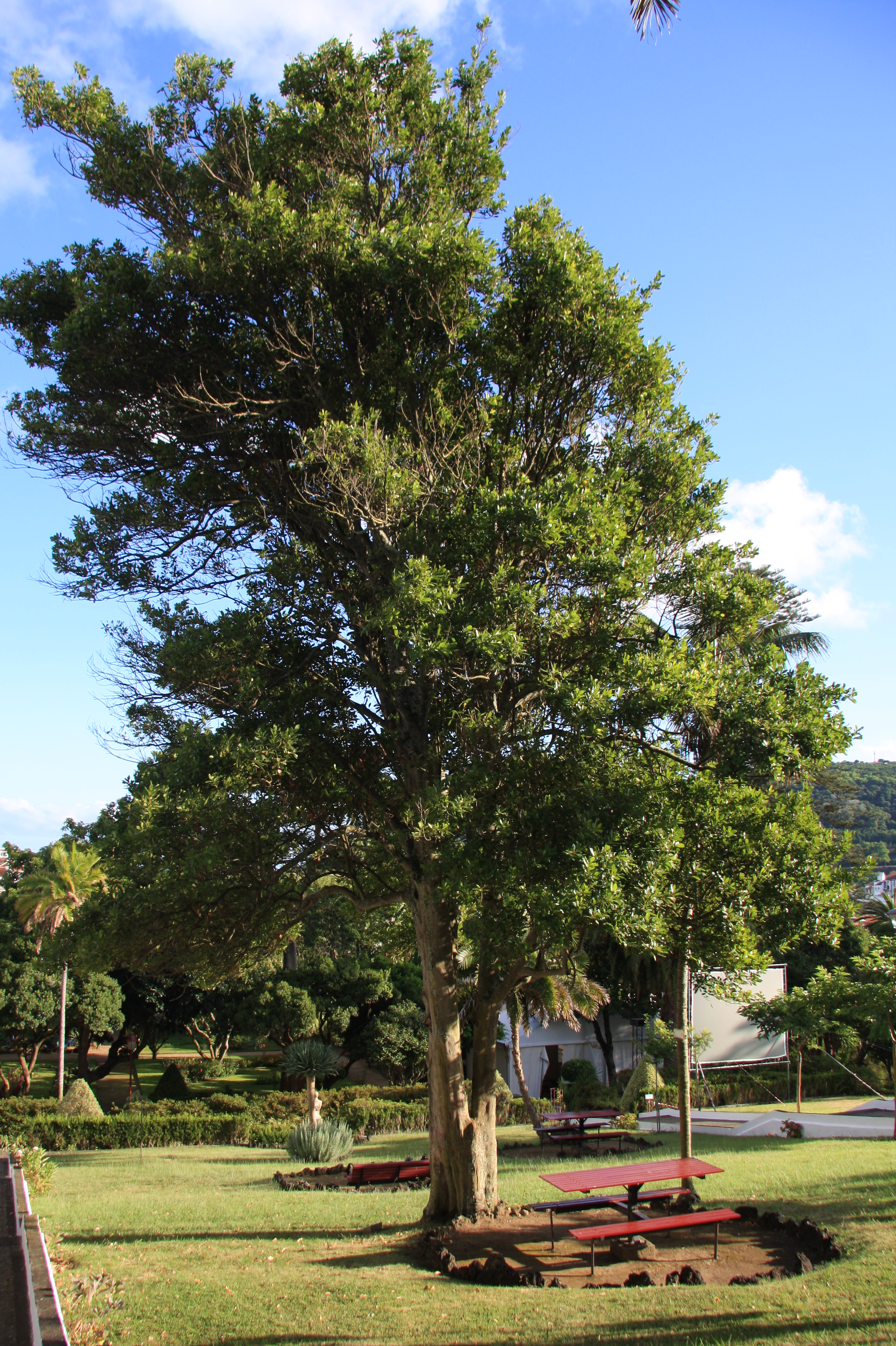
Ein Echter Lorbeer in einem Park in Angra do Heroísmo auf der Azoreninsel Terceira

### Vegetative Merkmale
Der Echte Lorbeer ist ein immergrüner Strauch oder Baum und kann Wuchshöhen bis über 10 Meter erreichen. Die Borke ist glatt und gräulich.
Die wechselständig an den Zweigen angeordneten Laubblätter sind in Blattstiel und -spreite gegliedert und duften, wenn man sie reibt, aromatisch. Der Blattstiel ist nur kurz. Die einfache, ledrige, kahle bis schwach behaarte Blattspreite ist bei einer Länge von 5 bis 12 Zentimetern elliptisch, lanzettlich bis verkehrt-eiförmig, seltener eiförmig und an beiden Enden spitz, seltener stumpf. Die Blattspreiten sind mit Drüsen besetzt und die Oberseite ist glänzend. Der Blattrand ist ganz aber oft leicht gewellt.

### Generative Merkmale
Die Blütezeit reicht von April bis Mai. Die kleinen, grün-gelben oder auch weißlichen Blüten stehen in achselständigen, büscheligen doldigen oder sehr kurzen, traubigen bis rispigen Blütenständen. Der Blütenstiel ist kurz.
Die weich behaarten und zweizähligen Blüten mit einfacher Blütenhülle sind meist getrenntgeschlechtlich zweihäusig diözisch, allerdings kommen auch zwittrige Blüten vor. Die vier Tepalen stehen in zwei Kreisen. Die männlichen Blüten besitzen meist zehn bis zwölf Staubblätter und ein Pistillode kann vorkommen. Die Staubblätter in den inneren Kreisen besitzen zwei Drüsen an ihrer Basis. Die weiblichen Blüten enthalten einen oberständigen, einfächerigen Fruchtknoten mit kurzem Griffel und dreikantiger Narbe; meist gibt es daneben vier verkümmerte Staubblätter (Staminodien) mit zwei Drüsen.
Es ist ein kleiner Fruchtbecher vorhanden. Die einsamigen, glatten, glänzenden, bei Reife blau-schwarzen bis schwärzlichen Beeren sind bei einer Länge von 1 bis 1,8 Zentimeter eiförmig bis ellipsoid.
Die Chromosomenzahl beträgt 2n = 36, 42, 48, 54, 60, 66 oder 72.

## Ökologie
Blütenbesucher sind u. a. die Honigbiene, die Furchenbiene (Halictus calceatus) und die Schlupfwespe Bassus laetatorius.

## Verbreitung und Kulturbedingungen
Der Echte Lorbeer hat sich, aus Vorderasien kommend, über den Mittelmeerraum verbreitet. Er kommt ursprünglich in Marokko, Algerien, Tunesien, Libyen, Frankreich, Italien, Sizilien, Sardinien, Korsika, auf der Balkanhalbinsel, in der Türkei, auf Inseln der Ägäis, in Kreta, Zypern, Israel und Jordanien vor. Dementsprechend sind Lorbeerwälder verteilt. Auf der kanarischen Insel La Gomera befindet sich im Nationalpark Garajonay der Lorbeerwald La Gomera mit verwandten Arten als „Restbestand der subtropischen Lorbeerwälder“. In Spanien, Portugal, auf den Britischen Inseln, auf der Krim, im Kaukasusraum, in Vietnam, Korea, Taiwan und China ist der Echte Lorbeer ein Neophyt.
Da der Echte Lorbeer nur bedingt winterhart ist, überlebt er in Deutschland nur im Rheinland, am Bodensee und klimatisch ähnlich milden Gebieten mit Winterschutz ganzjährig ausgepflanzt im Freien. Auf Helgoland findet man einige große ausgepflanzte Exemplare, die seit den 1980er-Jahren erfolgreich ohne Winterschutz gedeihen. In raueren Gebieten kann er nur als Kübelpflanze gehalten werden. Als ausgepflanzte Freilandpflanze gedeiht er auch in Südirland und übersteht aufgrund der klimatischen Verhältnisse die dortigen Winter problemlos.
Die ökologischen Zeigerwerte nach Landolt & al. 2010 sind in der Schweiz: Feuchtezahl F = 2 (mäßig trocken), Lichtzahl L = 2 (schattig), Reaktionszahl R = 3 (schwach sauer bis neutral), Temperaturzahl T = 5 (sehr warm-kollin), Nährstoffzahl N = 2 (nährstoffarm), Kontinentalitätszahl K = 2 (subozeanisch).

## Taxonomie
Die Erstveröffentlichung von Laurus nobilis erfolgte 1753 durch Carl von Linné in Species Plantarum, Tomus I, S. 369.

## Inhaltsstoffe
In der Frucht (Fructus Lauri), genannt Lorbeere, kommen ätherische und fette Öle vor. Werden die Lorbeeren gepresst und ausgekocht, so ergibt sich ein Gemenge, das Oleum Lauri (Lorbeeröl, auch Loröl) genannt wird. (Im Mittelalter und später wurde unter Lorbeeröl, oleum laurinum bzw. lôröl, jedoch ein Öl, oleum, verstanden, das aus zerkleinerten, in Olivenöl gekochten Lorbeeren, baccae lauri, als öliger Auszug gewonnen wurde). Es ist durch Chlorophyll grün gefärbt und ist eine salbenartige, bei 36 °C schmelzende Masse. Im Einzelnen enthält die Frucht bis zu 30 % fettes Öl und etwa 1 % ätherisches Öl (Terpene, Sesquiterpene, Alkohole und Ketone).
Das Blatt enthält 1,3 % ätherisches Öl (Ol. Lauri folii), darin 45 % Cineol, 12 % Terpene, 3–4 % Sesquiterpene, 3 % Methyleugenol und weiter α- und β-Pinen, Phellandren, Linalool, Geraniol und Terpineol. Stoffe (G/O).

## Verwendung
Der Echte Lorbeer wird als Gewürzpflanze verwendet: Das Aroma der Blätter des Lorbeerbaums passt zu Suppen, Eintöpfen, Fleischgerichten, aber auch zu Fisch. Die Blätter dienen auch zum Würzen eingelegter Gurken und Heringe, für Sülzen und zur Essigaromatisierung. Lorbeerblätter sind Bestandteil des Bouquet garni in der französischen Küche.
In der gesamten Pflanzenwelt existieren Pflanzenarten mit aromatischen Blättern. Viele davon werden als Lorbeer bezeichnet, obwohl sie geschmacklich mit dem Echten Lorbeer kaum Ähnlichkeit zeigen. Hierzu gehören der Indische Lorbeer (Cinnamomum tamala), der Westindische Lorbeer (Pimenta racemosa), der Indonesische Lorbeer (Syzygium polyanthum), der Kalifornische Lorbeer (Umbellularia californica) und der Mexikanische Lorbeer (Litsea glaucescens). Die meisten dieser Pflanzen werden nur in ihrem Herkunftsgebiet genutzt.
Lorbeerfrüchte (Fructus Lauri, Lorbeeren) wurden früher in hautreizenden Salben verwendet.
Außerdem wurden sie als Insektenrepellent und als Antiparasitikum in Salbe verwendet, zum Beispiel gegen Läuse und Krätzemilben. Wegen der Möglichkeit einer allergischen Kontaktdermatitis ist die Anwendung der Salbe aus medizinischer Sicht allerdings nicht unbedenklich. Ferner wird Fruct. Lauri beim Milchvieh gegen Euter-Erkrankungen und als Brunstmittel für Kühe und Schweine verordnet.
Lorbeeröl ist eine butterartige, grünliche Masse, die bei circa 30 °C schmilzt und durch Auspressen der erwärmten und zerkleinerten Lorbeerfrüchte gewonnen wird. Auch durch Destillation von Lorbeerblättern kann Lorbeeröl gewonnen werden. Es besteht zu circa 95 Prozent aus fettem Öl und zu 5 Prozent aus ätherischem Öl. Lorbeeröl dient medizinisch zum Einreiben, wird eingesetzt bei Prellungen, Verstauchungen und rheumatischen Beschwerden und bei Hämatomen. Bei Pferden fördern hyperämisierende Einreibungen am Huf das Hornwachstum. Außerdem findet das Öl heute Anwendung als Duftkomponente in der Parfümerie und für Liköre. Lorbeeröl ist auch in der zur Körperreinigung, Hautpflege und Heilung eingesetzten Aleppo-Seife enthalten, je nach Rezeptur hat sie einen Ölanteil von zwei bis 60 Prozent bei der Herstellung.
Es wurde behauptet, dass der Echte Lorbeer zu Trance und Bewusstseinsstörungen führt, wenn er in größeren Mengen genossen wird. Wissenschaftlich ist dies jedoch nicht belegt. So wird vermutet, dass die Visionen der Priesterinnen des Orakel von Delphi durch den Genuss von Lorbeer beeinflusst waren. Im Mittelalter galt Lorbeer als Heilmittel gegen die Pest. Außerdem stand Lorbeer im Ruf, vor Zauber und Feuer zu schützen.

## Geschichte

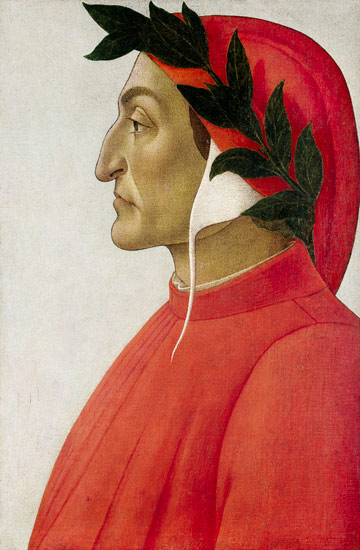
Dante Alighieri mit Lorbeerkranz (Sandro Botticelli)

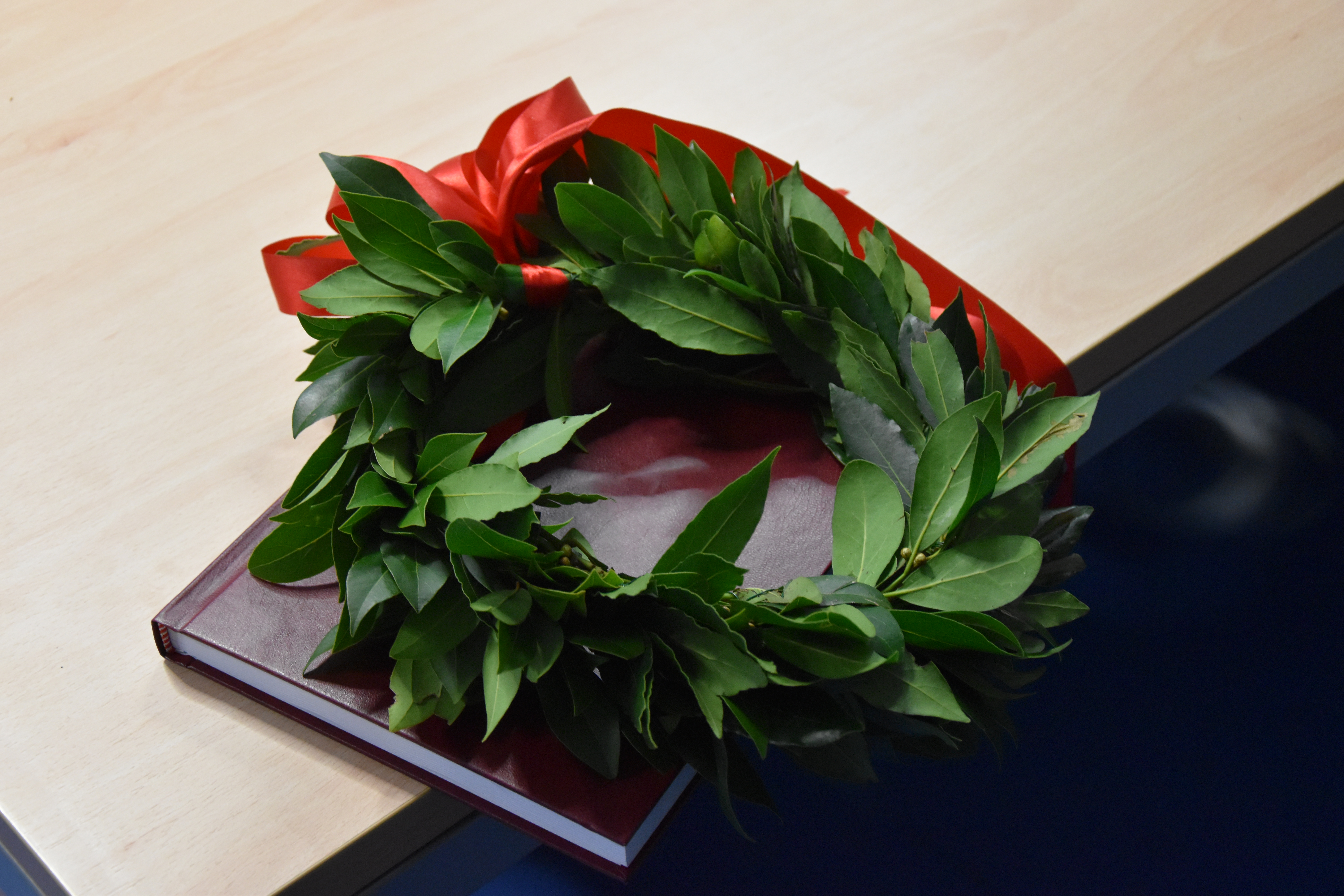
Lorbeerkranz

Die Herkunft des botanischen Gattungsnamens für den früher auch Lorbaum genannten Lorbeerbaum (Laurus) ist unbekannt, dagegen erinnert die altgriechische Bezeichnung daphne (δάφνη) daran, dass die Nymphe Daphne von ihrem zu Hilfe gerufenen Vater, dem Flussgott Peneios, in einen Lorbeerstrauch verwandelt wurde, um den Nachstellungen Apolls zu entgehen. Dieser trug als Zeichen seines Kummers über die nicht erwiderte Liebe einen aus Zweigen gewundenen Lorbeerkranz.
In einigen Sprachen Südosteuropas und des Nahen Ostens wurde der griechische Name des Lorbeers übernommen: Hebräisch aley daphna (עלי דפנה), türkisch defne, albanisch dafinë, bulgarisch dafinov list (дафинов лист), rumänisch dafin. Im Neugriechischen hat sich der Name ohnehin erhalten (δάφνη, Aussprache: dafni).
Beim Einzug als erfolgreicher Triumphator in die Stadt Rom war der Feldherr mit Lorbeer bekränzt (Corona triumphalis). Mit dem Übergang zum Kaiserreich trugen auch die römischen Kaiser einen Lorbeerkranz, und später erhielten ihn auch Sieger bei Spielen. Der Lorbeerkranz steht bis heute sprichwörtlich für eine besondere Auszeichnung. Man nennt solche Personen Laureaten oder Lorbeerkranzträger. Der Kranz gilt als Symbol des Ruhmes, Sieges und Friedens. Auch Dichter wurden in der Antike mit der Lorbeerkrone zum poeta laureatus erhoben, was sich im angelsächsischen Raum als offizieller Titel erhalten hat.
Das Silberne Lorbeerblatt ist die höchste sportliche Auszeichnung in Deutschland. Sie wird vom Bundespräsidenten vergeben und wurde ursprünglich von Theodor Heuss (1950) gestiftet.
Laurus nobilis ist auch Namensgeber für den Laureus World Sports Awards, der auch als Sport-Oscar angesehen wird.